# Young Indiana Jones and the Hollywood Follies
Young Indiana Jones and the Hollywood Follies is een Amerikaanse televisiefilm uit 1994, gebaseerd op het personage Indiana Jones. Het is een van de vier televisiefilms gemaakt naar aanleiding van de serie The Young Indiana Jones Chronicles.

## Verhaal
De film speelt zich af in 1921. Om zijn studie te kunnen betalen neemt Indiana Jones een baan als assistent in Hollywood. Hij wordt ingehuurd door Carl Laemmle om regisseur Erich von Stroheim zover te krijgen dat hij zijn film Foolish Wives, die dreigt over het budget van 1 miljoen dollar te gaan, binnen 10 dagen afrond.

## Rolverdeling
| Acteur               | Personage           |
| -------------------- | ------------------- |
| Sean Patrick Flanery | Young Indiana Jones |
| Allison Smith        | Claire Lieberman    |
| Bill Cusack          | Irving Thalberg     |
| Julia Campbell       | Kitty               |
| David Margulies      | Carl Laemmle        |
| Peter Dennis         | Pete                |
| Tom Beckett          | George Gershwin     |
| Luigi Amodeo         | Massimo             |
| J.D. Hinton          | Harry Carey         |
| Leo Gordon           | Wyatt Earp          |
| Stephen Caffrey      | John Ford           |
| Dana Gladstone       | Erich Von Stroheim  |
| Lew Horn             | Chuck               |
| Mitchell Group       | Izzy Bernstein      |
| George Fisher        | Cabbie              |

## Achtergrond
Het verhaal van deze film was eigenlijk geschreven voor een dubbele aflevering voor het derde seizoen van de serie "The Young Indiana Jones Chronicles". Daar deze serie niet voor een derde seizoen werd verlengd werd besloten er een televisiefilm van te maken.
De Northridge-aardbeving van 1994 vond plaats op de eerste dag van de productie. De film eindigt dan ook met een bedankje aan de mensen van Fillmore, Calif, voor hun steun na de aardbeving.
In 1999 zijn de afleveringen en televisiefilms van The Young Indiana Jones Chronicles bewerkt tot 22 nieuwe afleveringen, en de naam werd aangepast naar The Adventures of Young Indiana Jones. In deze nieuwe volgorde is de televisiefilm Hollywood Follies aflevering 22.

## Prijzen en nominaties
In 1995 won Young Indiana Jones and the Hollywood Follies twee prijzen:
- een C.A.S. Award voor Outstanding Achievement in Sound Mixing for a Movie of the Week or Mini-Series;
- een Emmy Award voor Outstanding Individual Achievement in Music Composition for a Miniseries or a Special.

Daarnaast werd de film nog genomineerd voor een Emmy Award in de categorie Outstanding Individual Achievement – Special Visual Effects.